# Cyclosternum spinopalpus
Cyclosternum spinopalpus är en spindelart som först beskrevs av Schaefer 1996.  Cyclosternum spinopalpus ingår i släktet Cyclosternum och familjen fågelspindlar.
Artens utbredningsområde är Paraguay. Inga underarter finns listade i Catalogue of Life.